# Ненсі Джен Дейвіс
Ненсі Джен Дейвіс (англ. Nancy Jan Davis), уроджена Ненсі Джен Смотермен (англ. Nancy Jan Smotherman); нар. 1 листопада 1953, Коко-Біч, штат Флорида) — американський інженер і колишній астронавт НАСА. Здійснила три космічні польоти і провела понад 673 години в космосі. Колишня дружина астронавта Марка Лі, разом з яким здійснила перший політ (вперше в світі чоловік і дружина на одному кораблі).

## Біографія
Джен Дейвіс народилася в Коко-Біч штат Флорида 1 листопада 1953, але дитинство провела в Хантсвіллі, штат Алабама. Після закінчення школи отримала наукові ступені бакалавра наук з прикладної біології в технологічному інституті Джорджії (1975), а також в галузі механіки. Вона отримала спочатку ступінь бакалавра в Обернському університеті (1977), а потім і магістра (1983) та доктора наук (1985) в університеті Алабами.

## Кар'єра астронавта
В серпні 1987 року Джен Дейвіс була зарахована як фахівець польоту в 12-й набір астронавтів НАСА. Вони пройшла повний курс загальної космічної підготовки і в серпні 1988-го отримала призначення в Відділ астронавтів НАСА.
Всього Джен Дейвіс взяла участь у трьох польотах як фахівець польоту:
- STS-47, Спейслеб-J, був 50-й політ космічного човника. Запущений 12 вересня 1992 р., коли в рамках співробітництва між Сполученими Штатами та Японією проводилися 43 експерименти в галузі природничих наук і обробки матеріалів. В восьмиденній місії вона відповідала за операційну космічну лабораторію та її підсистеми і виконувала різноманітні експерименти. Марк С. Лі, тодішній чоловік Ненсі, був командиром корисного навантаження на STS-47. Після завершення 126 орбіти Землі, STS-47 Індевор приземлився в Космічному центрі імені Кеннеді 20 вересня 1992 р.
- STS-60 був другий політ Спейсхаб і перший політ Wake Shield Facility (WSF). Запущений 3 лютого 1994, цей рейс був першим Спейс Шаттл польотом, на якому російський космонавт був членом екіпажу. В восьмиденній місії її основна відповідальність полягала у тому, щоб маневрувати WSF по RMS (Remote Manipulator System), вести тонке зростання плівки кристалів, і вона також відповідла за виконання наукових експериментів в Спейсхаб. STS-60 Діскавері приземлився в Космічному центрі імені Кеннеді 11 лютого 1994.
- STS-85, який був запущений на Діскавері 7 серпня 1997 р. Протягом цієї 12-денної місії, доктором Девіс розгорнуто й повернено корисне навантаження CRISTA-SPAS, вона керувала японським маніпулятором демонстраційного польоту (MFD) — роботизована рука. Місія також включала кілька інших наукових обладнань для проведення досліджень з астрономії, наук про Землю, наук про життя, і матеріалознавства. STS-85 Діскавері приземлився в Космічному центрі Кеннеді 19 серпня 1997 р.